# Antygomonas paulae
Antygomonas paulae là một loài Antygomonas được tìm thấy ở Đại Tây Dương.